# San Juan Cotzal
San Juan Cotzal é uma cidade da Guatemala do departamento de El Quiché.